# Alexander Pope
Alexander Pope (Londra, 21 maggio 1688 – Twickenham, 30 maggio 1744) è stato un poeta inglese, considerato uno dei maggiori del XVIII secolo.
Più noto per la sua vena satirica che per il suo importante lavoro di traduzione dell'opera di Omero, ha rappresentato una svolta per la letteratura inglese, al punto da essere il terzo autore più citato per il Dizionario di Oxford delle citazioni, dopo William Shakespeare e Alfred Tennyson. Pope è anche noto per l'utilizzo del distico eroico.

## Biografia
Nacque da Alexander Pope Senior (1646-1717), un commerciante di tele e stoffe, e da Edith Pope (1643-1733), nata Turner, entrambi cattolici. La formazione del giovane fu influenzata dalla legge penale in vigore nell'epoca, che sosteneva la Chiesa d'Inghilterra e che vietava ai cattolici l'accesso all'insegnamento, di frequentare l'università, di votare e di accedere al pubblico impiego, a pena di prigione a vita. 
Fu così istruito dalla zia, per poi frequentare la scuola di Twyford nel 1698-9. In seguito, frequentò le scuole cattoliche di Londra, illegali ma tollerate in alcune aree.
Nel 1700, la sua famiglia si trasferì in una piccola proprietà presso Binfield nel Berkshire, vicino alla foresta reale di Windsor, per via del forte sentimento anticattolico che impediva ai cattolici di vivere entro dieci miglia da Londra o Westminster. Pope descrisse in seguito la campagna intorno alla sua casa nel poema La foresta di Windsor.
L'istruzione del giovane Pope proseguì attraverso lo studio dei grandi classici latini della satira, come Orazio, Giovenale, i poeti epici Omero e Virgilio, e gli autori della letteratura inglese, come Geoffrey Chaucer, William Shakespeare e John Dryden. Ma si dedicò anche alle lingue ed alla lettura di testi di autori Inglesi, Francesi, Italiani, Latini e Greci. Dopo anni di studio incontrò importanti personaggi della letteratura londinese, come William Wycherley, William Congreve, Samuel Garth, William Trumbull e William Walsh.
A Binfield, inoltre, ha cominciato a costruirsi amicizie importanti. Uno di loro, John Caryll (il futuro destinatario della poesia Rape of the Lock), venti anni più vecchio di Pope; e molte altre conoscenze nel mondo letterario di Londra. Fu presentato al commediografo William Wycherley e a William Walsh, un poeta secondario, che aiutò Pope a modificare e migliorare il suo primo maggiore lavoro, Pastorals. Inoltre ha incontrato le sorelle Blount, Teresa e (la sua futura amante presunta) Martha, entrambe rimaste sue amiche tutta la vita.
Dall'età di 12 anni, ebbe molti problemi di salute, fu affetto dalla malattia di Pott, una forma di tubercolosi delle ossa che deformò il suo corpo. Smise di crescere riportando una grave malformazione alla colonna vertebrale e per questo egli non crebbe oltre i 137 centimetri. Pope era già ai limiti della società perché cattolico e la mancanza di salute lo allontanò ancora di più da questa. Non si sposò, ma ebbe molte amiche con le quali scambiò un fitto carteggio e gli si attribuisce una sola presunta amante, la sopracitata Martha Blount. C'è chi sostiene addirittura che, dato che alla morte del poeta ella sarà nominata sua erede universale, Pope l'avesse sposata in segreto.
Massone, fu membro della loggia londinese n. 16 (fondata nel 1729 e sciolta nel 1745) che si riuniva nella taverna Goat-at-the Foot-of-the-Haymarket.

## Prime opere
Nel maggio del 1709 fu pubblicato la Pastorals, nella sesta parte del Tonson's Poetical Miscellanies, per Pope fu un successo immediato. Seguì, nel maggio del 1711, il Saggio sulla critica, anch'esso ben accolto dai lettori.
Intorno al 1711, fece la conoscenza di John Gay, Jonathan Swift, Thomas Parnell e John Arbuthnot, che insieme formarono il gruppo di autori satirici Scriblerus Club. L'obiettivo del club era di ridicolizzare l'ignoranza e la pedanteria alla maniera di Martin Scriblerus. Inoltre conobbe Joseph Addison e Richard Steele, simpatizzanti Whig. Nel marzo del 1713 fu pubblicata La foresta di Windsor che ottenne un grande successo.
Nel 1712 Pope pubblicò il famoso poema Il ricciolo rapito (The rape of the Lock), di cui diede la versione rivisitata e definitiva nel 1714. Questo poemetto è l'opera più popolare dello scrittore, ed è di carattere eroicomico, in quanto è stato scritto per deridere la lite tra Arabella Fermor (la "Belinda" del poema) e Lord Petre, che le aveva strappato una ciocca di capelli senza il suo permesso. Pope descrive i suoi personaggi in stile epico: quando il Lord le ruba la ciocca di capelli, Belinda cerca di riaverli, i capelli volano nell'aria e si trasformano in una stella.
Durante la sua amicizia con Joseph Addison egli contribuì all'opera teatrale Il Catone e collaborò con The Guardian e The Spectator. In questo stesso periodo iniziò la traduzione dalla Iliade che fu un lungo e duro lavoro, la cui pubblicazione cominciò nel 1715 e si concluse solo nel 1720.
Nel 1714, la situazione politica peggiorò con la morte della regina Anna e la successione contesa tra gli Hannover ed i Giacobiti, che portò al tentativo di ribellione giacobita del 1715, ma nonostante Pope fosse cattolico non sostenne i giacobiti. Questi eventi determinarono una diminuzione immediata delle fortune dei Tories, e di Henry St John, primo visconte Bolingbroke, amico di Pope, che si rifugiò in Francia.

## Saggio sulla critica
Il Saggio sulla critica comparve nel 1711 anonimo. Pope cominciò a scriverlo molto presto e lo terminò dopo tre anni.
Quando la poesia è stata pubblicata, lo stile del distico eroico (in cui fu scritto) era un nuovo genere di poesia molto ambizioso. L'opera voleva essere un tentativo di identificare e raffinare le sue opinioni di poeta e critico. La poesia era, a suo parere, una risposta ad un dibattito continuo sul problema se la poesia dovesse essere naturale, o scritta secondo regole artificiali predeterminate, ereditate a partire dalle opere classiche del passato.
L'opera comincia con una discussione sulle regole standard che governano la poesia, in base alle quali il critico la giudica. Pope commenta gli autori classici che si sono occupati di questi standard e della loro indiscussa autorità. Egli conclude che le regole degli antichi autori sono come quelle della Natura e rientrano nella categoria della poesia e della pittura che, come la religione e la morale, riflettono la legge naturale.
Alcuni critici sostengono che il Saggio è volutamente poco chiaro e pieno di contraddizioni. Pope ammette che le regole sono necessarie per la produzione letteraria e per la critica, ma dà molta importanza alle qualità misteriose ed irrazionali dell'arte poetica.
Egli discute le leggi a cui un critico dovrebbe aderire nella critica poetica e precisa che i critici hanno un'importante funzione nell'aiutare i poeti nel loro lavoro, e non nel contrastarli.
Nella parte conclusiva Pope discute le qualità morali e le virtù del critico ideale, che è anche un uomo ideale.

## Saggio sull'Uomo
Tra il 1730-32 Pope compose il suo più ambizioso poema: An essay on Man (Saggio sull'Uomo), tradotto per la prima volta in italiano nel 1756 da Anton Filippo Adami). L'opera è costituita da quattro epistole in versi, nelle quali sono racchiusi lo spirito filosofico del secolo e il sentimento di un'epoca: la consapevole accettazione di un ordine universale in cui odio e benevolenza, ferocia e mansuetudine, piacere e dolore trovano un loro senso imperscrutabile e in cui l'uomo - elemento intermedio ma non centrale della Grande Catena dell'Essere - deve deporre la velleitaria pretesa di comprendere il tutto. Elogiato da Voltaire e da Kant, An essay on Man diede a Pope una notorietà a livello europeo.

## La traduzione dell'Iliade
Pope era stato affascinato da Omero fin dall'infanzia e nel 1713 annunciò la sua intenzione di pubblicare una traduzione dell'Iliade. L'opera sarà disponibile in volumi annuali, nel corso di sei anni. Egli stipulò un contratto rivoluzionario, con l'editore Bernard Lintot, che gli fruttò duecento ghinee per volume, una somma davvero molto alta all'epoca.
La sua traduzione dell'Iliade apparve tra il 1715 e il 1720, e fu acclamata da Samuel Johnson, come "un'opera che nessuna epoca o nazione potrà sperare di pareggiare". Ma lo studioso classico Richard Bentley scrisse: "È una bella poesia, [...] ma non si può dire sia l'opera di Omero."

## La traduzione dell'Odissea
Incoraggiato dal successo della traduzione dell'Iliade, Pope decise di tradurre anche l'Odissea. L'opera apparve nel 1726, ma questa volta, di fronte alla difficoltà del compito, egli chiese l'aiuto di William Broome e di Elijah Fenton. Pope cercò di limitare la portata della collaborazione (lui tradusse dodici libri, Broome otto, Fenton quattro), ma il segreto trapelò e fece qualche danno alla sua reputazione per un certo tempo, ma non ai suoi profitti.

## Stile
Pope guarda con ottimismo l'intera umanità, ma detesta singoli individui ed è intollerante alle imperfezioni umane, al contrario di Jonathan Swift che detesta l'intera umanità e ama i singoli individui.
Egli scrive in modo elegante, con neoclassica chiarezza. Utilizza uno schema metrico rigoroso che adatta ad ogni tipo di testo. È cantore di sentimenti universali in cui tutti possono riconoscersi e sostenitore del ruolo educativo della poesia. Alla grandezza dei versi classici da lui utilizzati si opponeva la piccolezza dei valori che animavano i salotti settecenteschi.
Pope sarebbe poi apparso ai romantici – specie a quelli della cosiddetta prima generazione – come l'antitesi del vero poeta e Wordsworth, proprio in reazione alla sua dizione poetica, diede inizio alla riforma romantica del linguaggio poetico. Al contrario, continuò nel XIX secolo ad essere apprezzato da chi ancora, a livello stilistico, si rifaceva ai modelli e ai dettami della poetic diction, fra cui, primo fra tutti, Lord Byron.

## Opere principali
- Pastorals, 1709, (Pastorali)
- An Essay on Criticism, 1711, (Saggio sulla critica)
- The Rape of the Lock, 1712, (Il ricciolo rapito)
- Windsor Forest, 1713, (La foresta di Windsor)
- Eloisa to Abelard, 1717
- Elegy to the Memory of an Unfortunate Lady, 1717
- The Dunciad, 1728, (La zucconeide)
- Moral essays, (1731-1735), (Saggi morali)
- An Essay on Man, 1734, (Saggio sull'Uomo)
- The Prologue to the Satires, 1735

### Edizioni italiane
- Alexander Pope, Il riccio rapito, BUR, 1984
- Alexander Pope, Il ratto del ricciolo, Adelphi, 2009
- Alexander Pope, Saggio sull'uomo, Liberilibri, Macerata 1994
- Alexander Pope, I bassifondi della poesia, Adelphi, 2017